# Rožková dolina
Rožková dolina – dolina w Wielkiej Fatrze na Słowacji znajdująca się na jej południowo-zachodnim krańcu. Jest bocznym, orograficznie prawym odgałęzieniem Žarnovickiej doliny. Górą podchodzi pod Velky Rakytov. Jej prawe zbocza tworzą szczyty Maľy Rakytov (1194 m) i Veľký Rakytov (1268 m), lewe Rožková (1167 m) i jej północno-wschodni grzbiet do Smrekova. Dnem dolnej części doliny spływa niewielki potok będący dopływem Teplicy.
Dolina jest całkowicie porośnięta lasem. Są w nim liczne wapienne skały. Znajduje się w obrębie Parku Narodowego Wielka Fatra, ponadto objęto ją dodatkową ochroną – utworzono w niej rezerwat przyrody Veľká Skalná obejmujący niemal cały obszar doliny

## Turystyka
Dolina jest dostępna turystycznie. Punktem startowym do jej zwiedzania są miejscowości Háj, Čremošné i Rakša, a także położony w górach Hotel górski Kráľova studňa. Dnem doliny prowadzi znakowany szlak turystyki pieszej i rowerowej. U wylotu doliny łączy się on ze szlakiem żółtym prowadzącym głównym ciągiem Žarnovickiej doliny.
  Rakša – Mača – Sedlo za Drieňkom – Malý Rakytov, ubočie – Rožková dolina – Veľká Skalná, ustie (skrzyżowanie z żółtym szlakiem do Kráľovej studi). Odległość 11,8 km, suma podejść 695 m, suma zejść 495 m, czas przejścia 4 h, z powrotem 3:40 h.